# Тшцинсько-Здруй
Тшцінсько-Здруй (пол. Trzcińsko-Zdrój, нім. Bad Schönfließ) — місто в північно-західній Польщі, на річці Ружица. 
На 31 березня 2014 року, в місті було 2 455 жителів. 

## Демографія
Демографічна структура станом на 31 березня 2011 року:
|          | Загалом | Допрацездатний вік | Працездатний вік | Постпрацездатний вік |
| -------- | ------- | ------------------ | ---------------- | -------------------- |
| Чоловіки | 1225    | 223                | 872              | 130                  |
| Жінки    | 1260    | 207                | 745              | 308                  |
| Разом    | 2485    | 430                | 1617             | 438                  |